# Emílio Soares da Silveira
Emílio Soares da Silveira foi um político brasileiro do estado de Minas Gerais. Foi deputado estadual em Minas Gerais pelo PSD de 1947 a 1951.